# Bộ trưởng Tư pháp Hoa Kỳ
Bộ trưởng Tư pháp Hoa Kỳ hay Tổng chưởng lý Hoa Kỳ (tiếng Anh: United States Attorney General) là người đứng đầu Bộ Tư pháp Hoa Kỳ đặc trách về các vấn đề pháp lý và là viên chức thi hành luật pháp chính của Chính phủ Hoa Kỳ. Bộ trưởng Tư pháp Hoa Kỳ được xem là luật sư trưởng của Chính phủ Hoa Kỳ, phục vụ trong vai trò là thành viên nội các của tổng thống. Viên chức này là người lãnh đạo một bộ thuộc nội các duy nhất của Chính phủ Hoa Kỳ mà không có chức danh tiếng Anh là Secretary (Bộ trưởng).
Bộ trưởng Tư pháp Hoa Kỳ được Tổng thống Hoa Kỳ đề cử và phải được Thượng viện Hoa Kỳ biểu quyết xác nhận trước khi nhận nhiệm sở. Ông hay bà bộ trưởng sẽ phải phục vụ theo ý thích của tổng thống và có thể bị tổng thống sa thải bất cứ lúc nào; Bộ trưởng Tư pháp cũng là đối tượng có thể bị Hạ viện Hoa Kỳ luận tội và Thượng viện Hoa Kỳ xét xử vì tội "phản quốc, hối lộ, hay những tội nặng nhẹ khác."
Ban đầu chức vụ United States Attorney General (tạm dịch sát nghĩa là Tổng chưởng lý Hoa Kỳ) được Quốc hội Hoa Kỳ lập ra bằng Đạo luật Tư pháp 1789. Các nhiệm vụ ban đầu của chức vụ này là "khởi tố và thực hiện tất cả các tiến trình pháp lý tại Tối cao Pháp viện Hoa Kỳ đối với những sự vụ có liên quan đến Hoa Kỳ, đưa ra lời cố vấn và ý kiến đối với các câu hỏi về luật pháp khi Tổng thống Hoa Kỳ cần biết hay khi được bất cứ vị bộ trưởng nào yêu cầu."  Mãi cho đến năm 1870 thì Bộ Tư pháp Hoa Kỳ mới được thành lập để hỗ trợ cho Tổng chưởng lý Hoa Kỳ để giảm bớt trách nhiệm cho chức vụ này nhưng tên tiếng Anh cho chức vụ này vẫn không thay đổi cho đến ngày nay.

## Danh sách các Bộ trưởng Tư pháp Hoa Kỳ
Đảng phái
      Liên bang (4)
      Dân chủ-Cộng hòa (5)
      Dân chủ (34)
      Whig (4)
      Cộng hòa (41)
Biệt chú
| Thứ tự | Chân dung                      | Tên                        | Tiểu bang        | Tựu nhiệm            | Hết nhiệm            | Tổng thống | Tổng thống                        |
| ------ | ------------------------------ | -------------------------- | ---------------- | -------------------- | -------------------- | ---------- | --------------------------------- |
| 1      |                                | Edmund Randolph            | Virginia         | 26 tháng 9 năm 1789  | 26 tháng 1 năm 1794  |            | George Washington (1789–1797)     |
| 2      |                                | William Bradford           | Pennsylvania     | 27 tháng 1 năm 1794  | 23 tháng 8 năm 1795  |            | George Washington (1789–1797)     |
| 3      |                                | Charles Lee                | Virginia         | 10 tháng 12 năm 1795 | 19 tháng 2 năm 1801  |            | George Washington (1789–1797)     |
| 3      | John Adams (1797–1801)         | Charles Lee                | Virginia         | 10 tháng 12 năm 1795 | 19 tháng 2 năm 1801  |            |                                   |
| 4      |                                | Levi Lincoln Sr.           | Massachusetts    | 5 tháng 3 năm 1801   | 2 tháng 3 năm 1805   |            | Thomas Jefferson (1801–1809)      |
| 5      |                                | John Breckinridge          | Kentucky         | 7 tháng 8 năm 1805   | 14 tháng 12 năm 1806 |            | Thomas Jefferson (1801–1809)      |
| 6      |                                | Caesar Augustus Rodney     | Delaware         | 20 tháng 1 năm 1807  | 10 tháng 12 năm 1811 |            | Thomas Jefferson (1801–1809)      |
| 6      | James Madison (1809–1817)      | Caesar Augustus Rodney     | Delaware         | 20 tháng 1 năm 1807  | 10 tháng 12 năm 1811 |            |                                   |
| 7      |                                | William Pinkney            | Maryland         | 11 tháng 12 năm 1811 | 9 tháng 2 năm 1814   |            |                                   |
| 8      |                                | Richard Rush               | Pennsylvania     | 10 tháng 2 năm 1814  | 12 tháng 11 năm 1817 |            |                                   |
| 9      |                                | William Wirt               | Virginia         | 13 tháng 11 năm 1817 | 4 tháng 3 năm 1829   |            | James Monroe (1817–1825)          |
| 9      | John Quincy Adams (1825–1829)  | William Wirt               | Virginia         | 13 tháng 11 năm 1817 | 4 tháng 3 năm 1829   |            |                                   |
| 10     |                                | John Macpherson Berrien    | Georgia          | 9 tháng 3 năm 1829   | 19 tháng 7 năm 1831  |            | Andrew Jackson (1829–1837)        |
| 11     |                                | Roger B. Taney             | Maryland         | 20 tháng 7 năm 1831  | 14 tháng 11 năm 1833 |            | Andrew Jackson (1829–1837)        |
| 12     |                                | Benjamin Franklin Butler   | New York         | 15 tháng 11 năm 1833 | 4 tháng 7 năm 1838   |            | Andrew Jackson (1829–1837)        |
| 12     | Martin Van Buren (1837–1841)   | Benjamin Franklin Butler   | New York         | 15 tháng 11 năm 1833 | 4 tháng 7 năm 1838   |            |                                   |
| 13     |                                | Felix Grundy               | Tennessee        | 5 tháng 7 năm 1838   | 10 tháng 1 năm 1840  |            |                                   |
| 14     |                                | Henry D. Gilpin            | Pennsylvania     | 11 tháng 1 năm 1840  | 4 tháng 3 năm 1841   |            |                                   |
| 15     |                                | John J. Crittenden Lần 1   | Kentucky         | 5 tháng 3 năm 1841   | 12 tháng 9 năm 1841  |            | William Henry Harrison (1841)     |
| 15     | John Tyler (1841–1845)         | John J. Crittenden Lần 1   | Kentucky         | 5 tháng 3 năm 1841   | 12 tháng 9 năm 1841  |            |                                   |
| 16     |                                | Hugh S. Legaré             | South Carolina   | 13 tháng 9 năm 1841  | 20 tháng 6 năm 1843  |            |                                   |
| 17     |                                | John Nelson                | Maryland         | 1 tháng 7 năm 1843   | 4 tháng 3 năm 1845   |            |                                   |
| 18     |                                | John Y. Mason              | Virginia         | 5 tháng 3 năm 1845   | 16 tháng 10 năm 1846 |            | James K. Polk (1845–1849)         |
| 19     |                                | Nathan Clifford            | Maine            | 17 tháng 10 năm 1846 | 17 tháng 3 năm 1848  |            | James K. Polk (1845–1849)         |
| 20     |                                | Isaac Toucey               | Connecticut      | 21 tháng 6 năm 1848  | 4 tháng 3 năm 1849   |            | James K. Polk (1845–1849)         |
| 21     |                                | Reverdy Johnson            | Maryland         | 8 tháng 3 năm 1849   | 21 tháng 7 năm 1850  |            | Zachary Taylor (1849–1850)        |
| 22     |                                | John J. Crittenden Lần 2   | Kentucky         | 22 tháng 7 năm 1850  | 4 tháng 3 năm 1853   |            | Millard Fillmore (1850–1853)      |
| 23     |                                | Caleb Cushing              | Massachusetts    | 7 tháng 3 năm 1853   | 4 tháng 3 năm 1857   |            | Franklin Pierce (1853–1857)       |
| 24     |                                | Jeremiah S. Black          | Pennsylvania     | 6 tháng 3 năm 1857   | 16 tháng 12 năm 1860 |            | James Buchanan (1857–1861)        |
| 25     |                                | Edwin Stanton              | Pennsylvania     | 20 tháng 12 năm 1860 | 4 tháng 3 năm 1861   |            | James Buchanan (1857–1861)        |
| 26     |                                | Edward Bates               | Missouri         | 5 tháng 3 năm 1861   | 24 tháng 11 năm 1864 |            | Abraham Lincoln (1861–1865)       |
| 27     |                                | James Speed                | Kentucky         | 2 tháng 12 năm 1864  | 22 tháng 7 năm 1866  |            | Abraham Lincoln (1861–1865)       |
| 27     | Andrew Johnson (1865–1869)     | James Speed                | Kentucky         | 2 tháng 12 năm 1864  | 22 tháng 7 năm 1866  |            |                                   |
| 28     |                                | Henry Stanbery             | Ohio             | 23 tháng 7 năm 1866  | 16 tháng 7 năm 1868  |            |                                   |
| 29     |                                | William M. Evarts          | New York         | 17 tháng 7 năm 1868  | 4 tháng 3 năm 1869   |            |                                   |
| 30     |                                | Ebenezer R. Hoar           | Massachusetts    | 5 tháng 3 năm 1869   | 22 tháng 11 năm 1870 |            | Ulysses S. Grant (1869–1877)      |
| 31     |                                | Amos T. Akerman            | Georgia          | 23 tháng 11 năm 1870 | 13 tháng 12 năm 1871 |            | Ulysses S. Grant (1869–1877)      |
| 32     |                                | George Henry Williams      | Oregon           | 14 tháng 12 năm 1871 | 25 tháng 4 năm 1875  |            | Ulysses S. Grant (1869–1877)      |
| 33     |                                | Edwards Pierrepont         | New York         | 26 tháng 4 năm 1875  | 21 tháng 5 năm 1876  |            | Ulysses S. Grant (1869–1877)      |
| 34     |                                | Alphonso Taft              | Ohio             | 22 tháng 5 năm 1876  | 4 tháng 3 năm 1877   |            | Ulysses S. Grant (1869–1877)      |
| 35     |                                | Charles Devens             | Massachusetts    | 12 tháng 3 năm 1877  | 4 tháng 3 năm 1881   |            | Rutherford B. Hayes (1877–1881)   |
| 36     |                                | Wayne MacVeagh             | Pennsylvania     | 5 tháng 3 năm 1881   | 15 tháng 12 năm 1881 |            | James A. Garfield (1881)          |
| 36     | Chester A. Arthur (1881–1885)  | Wayne MacVeagh             | Pennsylvania     | 5 tháng 3 năm 1881   | 15 tháng 12 năm 1881 |            |                                   |
| 37     |                                | Benjamin H. Brewster       | Pennsylvania     | 16 tháng 12 năm 1881 | 4 tháng 3 năm 1885   |            |                                   |
| 38     |                                | Augustus Garland           | Arkansas         | 6 tháng 3 năm 1885   | 4 tháng 3 năm 1889   |            | Grover Cleveland (1885–1889)      |
| 39     |                                | William H. H. Miller       | Indiana          | 7 tháng 3 năm 1889   | 4 tháng 3 năm 1893   |            | Benjamin Harrison (1889–1893)     |
| 40     |                                | Richard Olney              | Massachusetts    | 6 tháng 3 năm 1893   | 7 tháng 4 năm 1895   |            | Grover Cleveland (1893–1897)      |
| 41     |                                | Judson Harmon              | Ohio             | 8 tháng 4 năm 1895   | 4 tháng 3 năm 1897   |            | Grover Cleveland (1893–1897)      |
| 42     |                                | Joseph McKenna             | California       | 5 tháng 3 năm 1897   | 25 tháng 1 năm 1898  |            | William McKinley (1897–1901)      |
| 43     |                                | John W. Griggs             | New Jersey       | 25 tháng 1 năm 1898  | 29 tháng 3 năm 1901  |            | William McKinley (1897–1901)      |
| 44     |                                | Philander C. Knox          | Pennsylvania     | 5 tháng 4 năm 1901   | 30 tháng 6 năm 1904  |            | William McKinley (1897–1901)      |
| 44     | Theodore Roosevelt (1901–1909) | Philander C. Knox          | Pennsylvania     | 5 tháng 4 năm 1901   | 30 tháng 6 năm 1904  |            |                                   |
| 45     |                                | William Henry Moody        | Massachusetts    | 1 tháng 7 năm 1904   | 17 tháng 12 năm 1906 |            |                                   |
| 46     |                                | Charles Bonaparte          | Maryland         | 17 tháng 12 năm 1906 | 4 tháng 3 năm 1909   |            |                                   |
| 47     |                                | George W. Wickersham       | New York         | 4 tháng 3 năm 1909   | 4 tháng 3 năm 1913   |            | William Howard Taft (1909–1913)   |
| 48     |                                | James McReynolds           | Tennessee        | 5 tháng 3 năm 1913   | 29 tháng 8 năm 1914  |            | Woodrow Wilson (1913–1921)        |
| 49     |                                | Thomas Watt Gregory        | Texas            | 29 tháng 8 năm 1914  | 4 tháng 3 năm 1919   |            | Woodrow Wilson (1913–1921)        |
| 50     |                                | A. Mitchell Palmer         | Pennsylvania     | 5 tháng 3 năm 1919   | 4 tháng 3 năm 1921   |            | Woodrow Wilson (1913–1921)        |
| 51     |                                | Harry M. Daugherty         | Ohio             | 4 tháng 3 năm 1921   | 6 tháng 4 năm 1924   |            | Warren G. Harding (1921–1923)     |
| 51     | Calvin Coolidge (1923–1929)    | Harry M. Daugherty         | Ohio             | 4 tháng 3 năm 1921   | 6 tháng 4 năm 1924   |            |                                   |
| 52     |                                | Harlan F. Stone            | New York         | 7 tháng 4 năm 1924   | 1 tháng 3 năm 1925   |            |                                   |
| 53     |                                | John G. Sargent            | Vermont          | 7 tháng 3 năm 1925   | 4 tháng 3 năm 1929   |            |                                   |
| 54     |                                | William D. Mitchell        | Minnesota        | 4 tháng 3 năm 1929   | 4 tháng 3 năm 1933   |            | Herbert Hoover (1929–1933)        |
| 55     |                                | Homer Stille Cummings      | Connecticut      | 4 tháng 3 năm 1933   | 1 tháng 1 năm 1939   |            | Franklin D. Roosevelt (1933–1945) |
| 56     |                                | Frank Murphy               | Michigan         | 2 tháng 1 năm 1939   | 18 tháng 1 năm 1940  |            | Franklin D. Roosevelt (1933–1945) |
| 57     |                                | Robert H. Jackson          | New York         | 18 tháng 1 năm 1940  | 25 tháng 8 năm 1941  |            | Franklin D. Roosevelt (1933–1945) |
| 58     |                                | Francis Biddle             | Pennsylvania     | 26 tháng 8 năm 1941  | 26 tháng 6 năm 1945  |            | Harry S. Truman (1945–1953)       |
| 59     |                                | Tom C. Clark               | Texas            | 27 tháng 6 năm 1945  | 26 tháng 7 năm 1949  |            | Harry S. Truman (1945–1953)       |
| 60     |                                | J. Howard McGrath          | Rhode Island     | 27 tháng 7 năm 1949  | 3 tháng 4 năm 1952   |            | Harry S. Truman (1945–1953)       |
| 61     |                                | James P. McGranery         | Pennsylvania     | 4 tháng 4 năm 1952   | 20 tháng 1 năm 1953  |            | Harry S. Truman (1945–1953)       |
| 62     |                                | Herbert Brownell Jr.       | New York         | 21 tháng 1 năm 1953  | 23 tháng 10 năm 1957 |            | Dwight D. Eisenhower (1953–1961)  |
| 63     |                                | William P. Rogers          | New York         | 23 tháng 10 năm 1957 | 20 tháng 1 năm 1961  |            | Dwight D. Eisenhower (1953–1961)  |
| 64     |                                | Robert F. Kennedy          | Massachusetts    | 20 tháng 1 năm 1961  | 3 tháng 9 năm 1964   |            | John F. Kennedy (1961–1963)       |
| 64     | Lyndon B. Johnson (1963–1969)  | Robert F. Kennedy          | Massachusetts    | 20 tháng 1 năm 1961  | 3 tháng 9 năm 1964   |            |                                   |
| 65     |                                | Nicholas Katzenbach        | Illinois         | 4 tháng 9 năm 1964   | 28 tháng 1 năm 1965  |            |                                   |
| 65     | 28 tháng 1 năm 1965            | Nicholas Katzenbach        | Illinois         | 28 tháng 11 năm 1966 |                      |            |                                   |
| 66     |                                | Ramsey Clark               | Texas            | 28 tháng 11 năm 1966 | 10 tháng 3 năm 1967  |            |                                   |
| 66     | 10 tháng 3 năm 1967            | Ramsey Clark               | Texas            | 20 tháng 1 năm 1969  |                      |            |                                   |
| 67     |                                | John N. Mitchell           | New York         | 20 tháng 1 năm 1969  | 15 tháng 2 năm 1972  |            | Richard Nixon (1969–1974)         |
| 68     |                                | Richard Kleindienst        | Arizona          | 15 tháng 2 năm 1972  | 30 tháng 4 năm 1973  |            | Richard Nixon (1969–1974)         |
| 69     |                                | Elliot Richardson          | Massachusetts    | 25 tháng 5 năm 1973  | 20 tháng 10 năm 1973 |            | Richard Nixon (1969–1974)         |
| –      |                                | Robert Bork Quyền          | Pennsylvania     | 20 tháng 10 năm 1973 | 4 tháng 1 năm 1974   |            | Richard Nixon (1969–1974)         |
| 70     |                                | William B. Saxbe           | Ohio             | 4 tháng 1 năm 1974   | 2 tháng 2 năm 1975   |            | Richard Nixon (1969–1974)         |
| 70     | Gerald Ford (1974–1977)        | William B. Saxbe           | Ohio             | 4 tháng 1 năm 1974   | 2 tháng 2 năm 1975   |            |                                   |
| 71     |                                | Edward H. Levi             | Illinois         | 2 tháng 2 năm 1975   | 20 tháng 1 năm 1977  |            |                                   |
| –      |                                | Dick Thornburgh Quyền      | Pennsylvania     | 20 tháng 1 năm 1977  | 26 tháng 1 năm 1977  |            | Jimmy Carter (1977–1981)          |
| 72     |                                | Griffin Bell               | Georgia          | 26 tháng 1 năm 1977  | 16 tháng 8 năm 1979  |            | Jimmy Carter (1977–1981)          |
| 73     |                                | Benjamin Civiletti         | Maryland         | 16 tháng 8 năm 1979  | 19 tháng 1 năm 1981  |            | Jimmy Carter (1977–1981)          |
| 74     |                                | William French Smith       | California       | 23 tháng 1 năm 1981  | 25 tháng 2 năm 1985  |            | Ronald Reagan (1981–1989)         |
| 75     |                                | Edwin Meese                | California       | 25 tháng 2 năm 1985  | 12 tháng 8 năm 1988  |            | Ronald Reagan (1981–1989)         |
| 76     |                                | Dick Thornburgh            | Pennsylvania     | 12 tháng 8 năm 1988  | 15 tháng 8 năm 1991  |            | Ronald Reagan (1981–1989)         |
| 76     | George H. W. Bush (1989–1993)  | Dick Thornburgh            | Pennsylvania     | 12 tháng 8 năm 1988  | 15 tháng 8 năm 1991  |            |                                   |
| 77     |                                | William Barr Lần 1         | Virginia         | 16 tháng 8 năm 1991  | 26 tháng 11 năm 1991 |            |                                   |
| 77     | 26 tháng 11 năm 1991           | William Barr Lần 1         | Virginia         | 20 tháng 1 năm 1993  |                      |            |                                   |
| –      |                                | Stuart M. Gerson Quyền     | Washington, D.C. | 20 tháng 1 năm 1993  | 12 tháng 3 năm 1993  |            | Bill Clinton (1993–2001)          |
| 78     |                                | Janet Reno                 | Florida          | 12 tháng 3 năm 1993  | 20 tháng 1 năm 2001  |            | Bill Clinton (1993–2001)          |
| –      |                                | Eric Holder Quyền          | Washington, D.C. | 20 tháng 1 năm 2001  | 2 tháng 2 năm 2001   |            | George W. Bush (2001–2009)        |
| 79     |                                | John Ashcroft              | Missouri         | 2 tháng 2 năm 2001   | 3 tháng 2 năm 2005   |            | George W. Bush (2001–2009)        |
| 80     |                                | Alberto Gonzales           | Texas            | 3 tháng 2 năm 2005   | 17 tháng 9 năm 2007  |            | George W. Bush (2001–2009)        |
| –      |                                | Paul Clement Quyền         | Washington, D.C. | 17 tháng 9 năm 2007  | 18 tháng 9 năm 2007  |            | George W. Bush (2001–2009)        |
| –      |                                | Peter Keisler Quyền        | Washington, D.C. | 18 tháng 9 năm 2007  | 9 tháng 11 năm 2007  |            | George W. Bush (2001–2009)        |
| 81     |                                | Michael Mukasey            | New York         | 9 tháng 11 năm 2007  | 20 tháng 1 năm 2009  |            | George W. Bush (2001–2009)        |
| –      |                                | Mark Filip Quyền           | Illinois         | 20 tháng 1 năm 2009  | 3 tháng 2 năm 2009   |            | Barack Obama (2009–2017)          |
| 82     |                                | Eric Holder                | Washington, D.C. | 3 tháng 2 năm 2009   | 27 tháng 4 năm 2015  |            | Barack Obama (2009–2017)          |
| 83     |                                | Loretta Lynch              | New York         | 27 tháng 4 năm 2015  | 20 tháng 1 năm 2017  |            | Barack Obama (2009–2017)          |
| –      |                                | Sally Yates Quyền          | Georgia          | 20 tháng 1 năm 2017  | 30 tháng 1 năm 2017  |            | Donald Trump (2017–2021)          |
| –      |                                | Channing D. Phillips Quyền | Washington, D.C. | 30 tháng 1 năm 2017  | 30 tháng 1 năm 2017  |            | Donald Trump (2017–2021)          |
| –      |                                | Dana Boente Quyền          | Virginia         | 30 tháng 1 năm 2017  | 9 tháng 2 năm 2017   |            | Donald Trump (2017–2021)          |
| 84     |                                | Jeff Sessions              | Alabama          | 9 tháng 2 năm 2017   | 7 tháng 11 năm 2018  |            | Donald Trump (2017–2021)          |
| –      |                                | Rod Rosenstein Quyền       | Maryland         | 7 tháng 11 năm 2018  | 7 tháng 11 năm 2018  |            | Donald Trump (2017–2021)          |
| –      |                                | Matthew Whitaker Quyền     | Iowa             | 7 tháng 11 năm 2018  | 14 tháng 2 năm 2019  |            | Donald Trump (2017–2021)          |
| 85     |                                | William Barr Lần 2         | Virginia         | 14 tháng 2 năm 2019  | 23 tháng 12 năm 2020 |            | Donald Trump (2017–2021)          |
| –      |                                | Jeffrey A. Rosen Quyền     | Massachusetts    | 24 tháng 12 năm 2020 | 20 tháng 1 năm 2021  |            | Donald Trump (2017–2021)          |
| –      |                                | John Demers Quyền          | Massachusetts    | 20 tháng 1 năm 2021  | 20 tháng 1 năm 2021  |            | Joe Biden (2021–2025)             |
| –      |                                | Monty Wilkinson Quyền      | Washington, D.C. | 20 tháng 1 năm 2021  | 11 tháng 3 năm 2021  |            | Joe Biden (2021–2025)             |
| 86     |                                | Merrick Garland            | Maryland         | 11 tháng 3 năm 2021  | 20 tháng 1 năm 2025  |            | Joe Biden (2021–2025)             |
| –      |                                | Gary M. Restaino Quyền     | Arizona          | 20 tháng 1 năm 2025  | 20 tháng 1 năm 2025  |            | Donald Trump (2025–nay)           |
| –      |                                | James McHenry Quyền        | Washington, D.C. | 20 tháng 1 năm 2025  | 5 tháng 2 năm 2025   |            | Donald Trump (2025–nay)           |
| 87     |                                | Pam Bondi                  | Florida          | 5 tháng 2 năm 2025   | đương nhiệm          |            | Donald Trump (2025–nay)           |